# Gaston Baty
Gaston Baty (Pélussin, Loira, França, 26 de maig de 1885 – 13 d'octubre de 1952) va ser un teòric i director de teatre francès.
D'una família de rics comerciants de fusta, va fer els estudis secundaris a Oullins, prop de Lió, on amb alguns companys creà l'Académie de l'Athenée en la qual s'inicià en la dramatúrgia i la direcció d'escena. El 1906 es llicencià en lletres a Lió i seguidament viatjà a Alemanya i a Rússia per estudiar teatre amb Max Reinhard i Konstantín Stanislavski. El 1909 va tornar a França per treballar al negoci familiar.
Quan esclatà la Primera Guerra Mundial fou mobilitzat i destinat al cos d'intèrprets, prop de casa seva. Un cop acabat el conflicte bèl·lic es traslladà a París, on fou contractat per Firmin Gémier al Cirque d'Hiver. El 1921 hi feu de director d'escena del l'estrena de L'Annonce faite à Marie, de Paul Claudel i tot seguit fundà el grup Compagnons de Chimère que s'instal·là en un teatre de fusta (la Baraque) construït a tocar Saint-Germain-des-Prés.
Després d'una breu estada al Théâtre de l'Odéon de nou a les ordres de Firmin Gémier, el 1924 fou encarregat per Jacques Hébertot de la direcció de l'estudi d'art i assaig del Théâtre des Champs-Élysées, càrrec que ocupà durant quatre temporades. El 1927 formà amb Louis Jouvet, Charles Dullin i Georges Pitoëff l'anomenat Cartel des Quatre, un intent de renovar l'escena francesa, que tanmateix fracassà per les fortes diferències que hi havia entre els fundadors. La temporada 1928-1929 dirigí el Théatre de l'Avenue i la següent el Théâtre Pigalle, per passar immediatament el Théâtre Montparnasse, al qual restà vinculat fins al 1947 amb constants estrenes, per bé que des del 1942, en plena ocupació alemanya, ja n'havia cedit la direcció. El 1936 va formar part del comitè d'experts per a la renovació de la Comédie-Française.
Portat per la passió pel teatre de titelles, que considerava el gènere adient per «reteatralizar el teatre tot despullant-lo de realisme», maldà per a construir a Ais de Provença un teatre de marionetes per al qual escriví nombrosos guions. El 1950 aquest teatre esdevingué la Comédie de Provence que dos anys després, poc abans de la seva mort, obtingué el status de teatre nacional i que força més tard (1969) fou traslladat a Marsella on continua en actiu (La Criée).
Gaston Baty fou fidel tota la vida a l'expressionisme alemany que havia conegut durant la seva joventut. Fidel a aquest corrent, publicà els assajos Verités premières et paradoxales sur l'art du théâtre (1927) i Vie de l'art théâtral des origines à nos jours (1932). El 1944 publicà Le metteur en scène, veritable manual de l'ofici en el qual restava establerta la corresponsabilitat d'autor i director i la importància de la visualitat perquè el teatre ho fos veritablement.